# Festival Internacional de Cine de Cannes de 1997
El 50º Festival de Cannes se desarrolló entre el 7 y el 18 de mayo de 1997. La Palma de Oro correspondió a El sabor de las cerezas de Abbas Kiarostami y a La anguila de Shōhei Imamura. Jeanne Moreau ejerció como maestra de ceremonias.
El festival se abrió con El quinto elemento, dirigida por Luc Besson y se cerró con Poder absoluto, dirigida por Clint Eastwood.

## Jurado

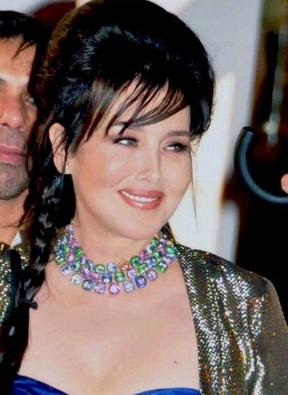
La presidenta del jurado, Isabelle Adjani

Las siguientes personas fueron nombradas para formar parte del jurado de la competición principal en la edición de 1997:
- Isabelle Adjani de Francia, presidenta.
- Gong Li de China.
- Mira Sorvino de Estados Unidos.
- Paul Auster de Estados Unidos.
- Tim Burton de Estados Unidos.
- Luc Bondy de Suiza.
- Patrick Dupond de Francia.
- Mike Leigh del Reino Unido.
- Nanni Moretti de Italia.
- Michael Ondaatje de Canadá.

### Caméra d'Or
Las siguientes personas fueron nombradas para formar parte del jurado de la Cámara de Oro de 1997:
- Françoise Arnoul (actriz) (Francia)
- Gérard Lenne (crítico) (Francia)
- Jiří Menzel (director) (República Checa)
- Julien Camy (cinéfilo) (Francia)
- Luciano Barisone (crítico) (Italia)
- Nicolas Philibert (director) (Francia)
- Olivier Brunet-Lefebvre (cinephile) (Francia)
- Ulrich Gregor (historiador de cine) (Alemania)

## Selección oficial

### En competición – películas
Las siguientes películas compitieron por la Palma d'Or:
- Assassin(s) de Mathieu Kassovitz.
- El dulce porvenir de Atom Egoyan.
- El príncipe de Homburg de Marco Bellocchio.
- El sabor de las cerezas de Abbas Kiarostami.
- Funny Games de Michael Haneke.
- Happy Together de Wong Kar-wai.
- Kini and Adams de Idrissa Ouedraogo.
- L.A. Confidential de Curtis Hanson.
- La anguila de Shōhei Imamura.
- La tormenta de hielo de Ang Lee.
- La tregua de Francesco Rosi.
- Los golpes de la vida de Gary Oldman.
- Atrapada entre dos hombres  de Nick Cassavetes.
- La femme défendue de Philippe Harel.
- The Brave de Johnny Depp.
- El final de la violencia de Wim Wenders.
- El beso de la serpiente  de Philippe Rousselot
- The Well de Samantha Lang.
- Bienvenidos a Sarajevo de Michael Winterbottom.
- Western de Manuel Poirier.

## Un certain regard
Las siguientes películas fueron seleccionadas para competir en Un Certain Regard:
- 12 Storeys de Eric Khoo.
- A, B, C... Manhattan de Amir Naderi.
- Akrebin Yolculuğu de Ömer Kavur.
- American Perfekt de Paul Chart.
- Brat de Aleksei Balabanov.
- Dong gong xi gong de Zhang Yuan.
- Enskilda samtal de Liv Ullmann.
- Gudia de Gautam Ghose.
- Histoire(s) du cinéma de Jean-Luc Godard.
- In the Company of Men de Neil LaBute.
- Inside/Out de Rob Tregenza.
- Wind Echoing in My Being de Jeon Soo-il.
- La Buena Estrella de Ricardo Franco.
- La cruz de Alejandro Agresti.
- Love and Death on Long Island de Richard Kwietniowski.
- Marcello Mastroianni: mi ricordo, sì, io mi ricordo de Anna Maria Tatò.
- Marius et Jeannette de Robert Guédiguian.
- Mrs. Brown de John Madden.
- Post-Coitum, Animal Triste de Brigitte Roüan.
- Sunday de Jonathan Nossiter.
- A Casa de Šarūnas Bartas.
- Witman fiúk de János Szász.

## Películas fuera de competición
Las siguientes películas fueron seleccionadas para exhibirse fuera de competición:
- Poder absoluto de Clint Eastwood.
- Al-massir de Youssef Chahine.
- Ghosts de Stan Winston.
- Hamlet de Kenneth Branagh.
- El quinto elemento de Luc Besson.
- Nirvana de Gabriele Salvatores.
- The Blackout de Abel Ferrara.
- Viaje al principio del mundo de Manoel de Oliveira.
- Welcome to Woop Woop de Stephan Elliott.

### Cortometrajes en competición
Los siguientes cortos compitieron para Palma de Oro al mejor cortometraje:
- Le Bon Endroit de Ayelet Bargur
- Camera obscura de Stefano Arduino
- Final Cut de Justin Case
- ...Is It the Design on the Wrapper? (Est-ce à cause du dessin sur l'emballage?) de Tessa Sheridan
- Joe by Sasha Wolf
- Leonie de Lieven Debrauwer
- Over The Rainbow de Alexandre Aja
- Les Vacances de Emmanuelle Bercot

## Secciones paralelas

### Semana Internacional de la Crítica
Las siguientes películas fueron seleccionadas para ser proyectadas para la 36.ª Semana de la Crítica (36e Semaine de la Critique):
Películas en competición
- Junk Mail (Budbringeren) de Pål Sletaune (Noruega)
- Mother of the Dunes (Faraw !) de Abdoulaye Ascofaré (Mali)
- This World, Then the Fireworks de Michael Oblowitz (EE. UU.)
- Le Mani forti de Franco Bernini (Italia)
- Carácter (Karakter) de Mike van Diem (Países Bajos)
- Bent de Sean Mathias (Gran Bretaña)
- Insomnia de Erik Skjoldbjærg (Noruega)

Cortometrajes en competición
- The Signalman (Le Signaleur) de Benoît Mariage (Bélgica)
- Marylou de Todd Kurtzman & Danny Shorago (EE. UU.)
- Adios Mama de Ariel Gordon (México)
- Tunnel of Love de Robert Milton Wallace (Gran Bretaña)
- Muerto de amor de Ramón Barea (España)
- O Prego de João Maia (Portugal)
- Le Voleur de diagonale de Jean Darrigol (Francia)

### Quincena de Realizadores
Las siguientes películas fueron exhibidas en la Quincena de Realizadores de 1997 (Quinzaine des Réalizateurs):
- Buud-Yam de Gaston Jean-Marie Kaboré
- Cosmos de André Turpin, Arto Paragamian, Denis Villeneuve, Jennifer Alleyn, Manon Briand, Marie-Julie Dallaire
- Dakan de Mohamed Camara
- Il Bagno turco – Hamam de Ferzan Ozpetek
- I Hate Love (J'ai horreur de l'amour) de Laurence Ferreira Barbosa
- Kicked In The Head de Matthew Harrison
- Kissed de Lynne Stopkewich
- L'autre côté de la mer de Dominique Cabrera
- La buena vida de David Trueba
- La Vie de Jésus de Bruno Dumont
- Ma 6-T va crack-er de Jean-François Richet
- Ma vie en rose de Alain Berliner
- Murmur of Youth de Lin Cheng-sheng
- The Perfect Circle (Savrseni Krug) de Ademir Kenović
- The Power of the Skirt (Taafe Fanga) de Adama Drabo
- Priatiel Pakoinika de Viatcheslav Krichtofovitch
- Sinon, oui de Claire Simon
- My Son the Fanatic de Udayan Prasad
- Suzaku de Naomi Kawase
- Train of Shadows (Tren de sombras) de José Luis Guerin
- Un frère… de Sylvie Verheyde

Cortometrajes
- Liberté chérie de Jean-Luc Gaget
- Soyons amis ! de Thomas Bardinet
- Taxi de nuit de Marco Castilla
- Tout doit disparaître de Jean-Marc Moutout
- Y’a du foutage dans l’air de Djamel Bensalah

## Palmarés

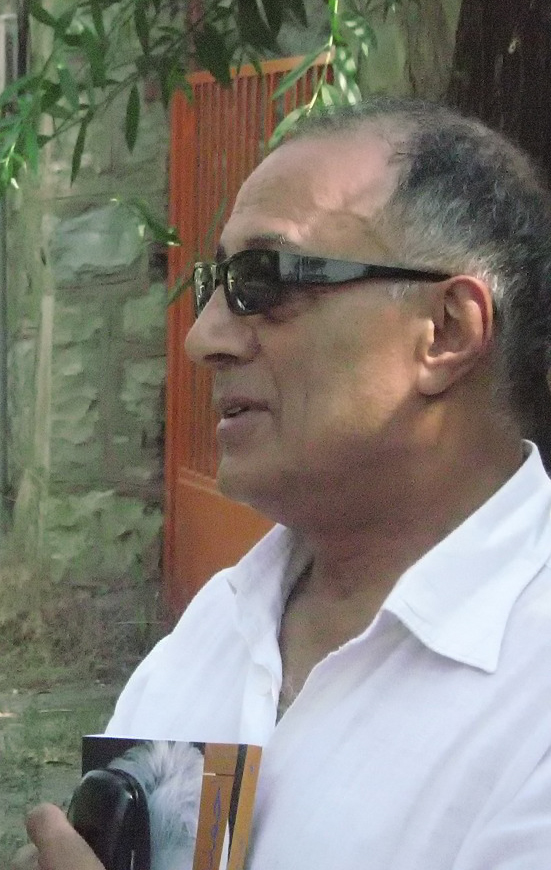
Abbas Kiarostami, ganador de la Palma de Oro

Los galardonados en les secciones oficiales de 1997 fueron:
- Palma de Oro: 
  - El sabor de las cerezas de Abbas Kiarostami
  - La anguila de Shōhei Imamura
- Gran Premio del Jurado: El dulce porvenir de Atom Egoyan
- Premio del Jurado: Western de Manuel Poirier
- Mejor Actor: Sean Penn por She's So Lovely
- Mejor Actriz: Kathy Burke por Los golpes de la vida
- Mejor Director: Wong Kar-wai por Happy Together
- Palma de Oro al mejor cortometraje: ...Is It the Design on the Wrapper? de Tessa Sheridan
- Mejor Guion: La tormenta de hielo de James Schamus
- Gran Premio Técnico: She's So Lovely de Thierry Arbogast
- Palma de las Palmas: Ingmar Bergman[11]
- Premio del 50to Aniversario: Youssef Chahine (Lifetime Achievement Award)
- Cámara de Oro: Moe no suzaku de Naomi Kawase
- Cámara de Oro - Mención especial: La Vie de Jésus de Bruno Dumont
- Palma de Oro al mejor cortometraje: ...Is It the Design on the Wrapper? de Tessa Sheridan
- Jury Prize: Leonie de Lieven Debrauwer & Les Vacances de Emmanuelle Bercot

### Premios independientes
- Premio FIPRESCI:[12]
  - El dulce porvenir de Atom Egoyan
  - Viaje al principio del mundo de Manoel de Oliveira

Commission Supérieure Technique
- Gran Premio Técnico: Thierry Arbogast (fotografía) in She's So Lovely y El quinto elemento

Jurado Ecuménico
- Premio del Jurado Ecuménico: El dulce porvenir de Atom Egoyan
- Premio del Jurado Ecuménico - Mención especial: 
  - La Buena Estrella de Ricardo Franco
  - Viaje al principio del mundo de Manoel de Oliveira
- Premio de la Juventud:
  - Película extranjera: Bent de Sean Mathias
  - Película francesa: J'ai horreur de l'amour de Laurence Ferreira Barbosa
- Premio François Chalais : Savrseni krug de Ademir Kenović

Premios en el marco de la Semana Internacional de la Crítica
- Premio Mercedes-Benz: Budbringeren de Pål Sletaune
- Premio Canal+: Le signaleur de Benoît Mariage

Association Prix François Chalais
- François Chalais Award: The Perfect Circle (Savrseni krug) by Ademir Kenović[14]